# Peter Capaldi
Peter Dougan Capaldi (n. 14 aprilie 1958, Glasgow) este un actor scoțian scenarist și regizor. Este cel mai cunoscut ca Al doisprezecelea Doctor din serialul BBC Doctor Who. A jucat numeroase roluri de film și televiziune inclusiv rolul lui  Malcolm Tucker din serialul de comedie  În slujba națiunii și filmul  derivat Un război neprogramat sau cardinalul Richelieu în serialul The Musketeers. Ca regizor a câștigat în 1995 Premiul Oscar pentru Premiul Oscar pentru cel mai bun scurt metraj live-action|cel mai bun scurt metraj live-action (și  Premiul BAFTA pentru cel mai bun scurtmetraj anul următor) pentru filmul său Franz Kafka's It's a Wonderful Life.

## Filmografie

### Film
| An   | Titlu                               | Rol                                    | Note           |
| ---- | ----------------------------------- | -------------------------------------- | -------------- |
| 1982 | Living Apart Together               | Joe                                    |                |
| 1983 | Local Hero                          | Danny Oldsen                           |                |
| 1984 | Bless My Soul                       |                                        |                |
| 1985 | Turtle Diary                        | Assistant keeper                       |                |
| 1987 | The Love Child                      | Dillon Flynn                           |                |
| 1988 | The Lair of the White Worm          | Angus Flint                            |                |
| 1988 | Dangerous Liaisons                  | Azolan                                 |                |
| 1991 | December Bride                      | Young Sorleyson                        |                |
| 1991 | Straight Talking                    |                                        | Scurtmetraj    |
| 1992 | The Lake                            | Max                                    | Scurtmetraj    |
| 1993 | Soft Top Hard Shoulder              | Gavin Bellini                          | Autor          |
| 1993 | Franz Kafka's It's a Wonderful Life | Autor/director                         |                |
| 1994 | Captives                            | Simon                                  |                |
| 1996 | The Grapevine                       |                                        | Scurtmetraj    |
| 1997 | Smilla's Sense of Snow              | Birgo Lander                           |                |
| 1997 | Bean                                | Gareth                                 |                |
| 1997 | Shooting Fish                       | Mr. Gilzean                            |                |
| 1998 | What Rats Won't Do                  | Tony                                   |                |
| 2001 | Strictly Sinatra                    | Autor/director                         |                |
| 2002 | Mrs Caldicot's Cabbage War          | Derek                                  |                |
| 2002 | Max                                 | David Cohn                             |                |
| 2003 | Shotgun Dave Rides East             | Rob                                    | Scurtmetraj    |
| 2004 | House of 9                          | Max Roy                                |                |
| 2004 | Niceland                            | John                                   |                |
| 2004 | Modigliani                          | Jean Cocteau                           |                |
| 2005 | Wild Country                        | Father Steve                           |                |
| 2005 | The Best Man                        | Priest                                 |                |
| 2007 | Salvage                             | James Mulwray                          | Scurtmetraj    |
| 2007 | Magicians                           | Mike Francis                           |                |
| 2009 | In the Loop                         | Malcolm Tucker                         |                |
| 2010 | Bistro                              | Max                                    | Scurtmetraj    |
| 2011 | Big Fat Gypsy Gangster              | Peter VanGellis                        |                |
| 2013 | World War Z                         | Doctor pentru W.H.O. (OMS)             |                |
| 2013 | The Fifth Estate                    | Alan Rusbridger                        |                |
| 2014 | Paddington                          | Mr. Curry                              |                |
| 2014 | From The Doctor to my son Thomas    | The Doctor, de-asemenea autor/director | Video viral    |
| 2016 | The Complete Walk                   | Titus Andronicus                       | Film antologic |

### Televiziune
| An           | Titlu                                       | Rol                                   | Note                                                    |
| ------------ | ------------------------------------------- | ------------------------------------- | ------------------------------------------------------- |
| 1984         | Crown Court                                 | Eamonn Donnelly                       | Sezonul 13, Episodul 31: "Big Deal: Part 1"             |
| 1985         | The Personal Touch                          | Dominic                               | Television film                                         |
| 1985         | Minder                                      | Ozzie                                 | Sezonul 6, Episodul 2: "Life in the Fast Food Lane"     |
| 1985         | Travelling Man                              | John                                  | Sezonul 2, Episodul 6: "Blow-Up"                        |
| 1985         | John and Yoko: A Love Story                 | George Harrison                       | Television film                                         |
| 1986         | C.A.T.S. Eyes                               | Caldicott                             | Sezonul 2, Episodul 2: "Powerline"                      |
| 1986         | God's Chosen Car Park                       | Everard                               | Television film                                         |
| 1987         | Up Line                                     | Scott Dare                            |                                                         |
| 1987         | The Story of a Recluse                      | Jamie                                 | Television film                                         |
| 1988         | Rab C. Nesbitt                              | John                                  | Episode: "Seasonal Greet"                               |
| 1989         | Shadow of the Noose                         | Robert Wood                           | Sezonul 1, Episodul 7: "The Camden Town Murder"         |
| 1989         | Dream Baby                                  | Willie                                | Television film                                         |
| 1989         | Dramarama                                   | Tony                                  | Sezonul 7, Episodul 7: "Rosie the Great"                |
| 1990         | Chain                                       | Robert McRae                          |                                                         |
| 1990         | The Ruth Rendell Mysteries                  | Zeno Vedast                           | 3 episodes: "Some Lie and Some Die"                     |
| 1991         | Agatha Christie's Poirot                    | Claude Langton                        | Sezonul 3, Episodul 5: "Wasps' Nest"                    |
| 1991         | Screen Two                                  | Bruce Coldfield                       | Sezonul 7, Episodul 10: "Do Not Disturb"                |
| 1991         | Selling Hitler                              | Thomas Walde                          |                                                         |
| 1991         | Titmuss Regained                            | Ken Cracken                           |                                                         |
| 1992         | The Cloning of Joanna May                   | Isaac                                 |                                                         |
| 1992         | Mr. Wakefield's Crusade                     | Luke Wakefield                        |                                                         |
| 1992         | Early Travellers in North America           | Robert Louis Stevenson                | 3 episodes                                              |
| 1992         | The Secret Agent                            | Mr. Vladimir                          |                                                         |
| 1993         | Micky Love                                  | David Critchley                       |                                                         |
| 1993         | The Comic Strip Presents...                 | John                                  | Sezonul 7, Episodul 6: "Jealousy"                       |
| 1993         | Stay Lucky                                  | Robin                                 | Sezonul 4, Episodul 2: "The Driving Instructor"         |
| 1993         | Prime Suspect                               | Vera Reynolds                         | Sezonul 3                                               |
| 1994–95      | The All New Alexei Sayle Show               | Doug Hatton/Various characters        | 7 episodes                                              |
| 1994         | Chandler & Co                               | Larry Blakeson                        |                                                         |
| 1994–96      | The Vicar of Dibley                         | Tristan Campbell                      | 2 episodes                                              |
| 1995         | Runaway One                                 | Mick Galligan                         |                                                         |
| 1996         | Delta Wave                                  | Dinsdale Draco                        | 2 episodes: "The Light Fantastic"                       |
| 1996         | The Treasure Seekers                        | Jellicoe                              | Television film                                         |
| 1996         | Lost for Words                              | Hiker                                 | Scurtmetraj                                             |
| 1996         | Neverwhere                                  | The Angel Islington                   |                                                         |
| 1996         | Giving Tongue                               | Duncan Fielding                       | Television film                                         |
| 1996         | The Crow Road                               | Rory McHoan                           |                                                         |
| 1997         | Biography                                   | Narator                               | Episode: "John Wayne: The Unquiet American"             |
| 1997         | The History of Tom Jones, a Foundling       | Lord Fellamar                         | 3 episodes                                              |
| 1997         | I Hate Christmas Too                        |                                       | Scurtmetraj                                             |
| 1998–16      | Horizon                                     | Narator                               | 6 episodes                                              |
| 1998         | Bookmark                                    | James Boswell                         | Episode: "Boswell's Boswell"; voice                     |
| 1999         | Psychos                                     | Mark Collins                          | Sezonul 1, Episodul 6                                   |
| 1999         | The Greatest Store in the World             | Mr. Whiskers                          | Television film                                         |
| 2001         | Hotel!                                      | Hilton Gilfoyle                       | Television film                                         |
| 2001         | High Stakes                                 | Michael Calderwood                    | Sezonul 1, Episodul 6: "Dream Team"                     |
| 2001 2011    | BBC Breakfast                               | Guest                                 | 2 episodes                                              |
| 2002         | Solid Geometry                              | David Hunter                          | Scurtmetraj                                             |
| 2003         | Unconditional Love                          | DI Terry Machin                       | Television drama                                        |
| 2003         | In Deep                                     | Jeremy Church                         | 2 episodes: "Character Assassination"                   |
| 2003         | Fortysomething                              | Dr. Ronnie Pilfrey                    |                                                         |
| 2003         | Judge John Deed                             | Alan Roxborough, MP                   | Sezonul 3, Episodul 3: "Conspiracy"                     |
| 2004         | Sea of Souls                                | Gordon Fleming                        | 2 episodes: "Seeing Double"                             |
| 2004         | Passer By                                   | Defence barrister                     |                                                         |
| 2004         | My Family                                   | Colin Judd                            | Sezonul 5, Episodul 11: "Dentist to the Stars"          |
| 2004         | Foyle's War                                 | Raymond Carter                        | Sezonul 3, Episodul 4: "A War of Nerves"                |
| 2004         | Peep Show                                   | Professor Alistair MacLeish           | Sezonul 2, Episodul 4: "University Challenge"           |
| 2005         | The Afternoon Play                          | Billy Shannon                         | Sezonul 3, Episodul 5: "The Singing Cactus"             |
| 2005–12      | The Thick of It                             | Malcolm Tucker                        |                                                         |
| 2005–11      | Artworks Scotland                           | Narator/Rolul său                     | 3 episodes                                              |
| 2006         | Submarine Rescue                            | Narator                               | Documentar                                              |
| 2006         | Pinochet in Suburbia                        | Andy McEntee                          | Television docudrama                                    |
| 2006         | Have I Got News for You                     | Rolul său                             | Sezonul 31, Episodul 2                                  |
| 2006         | Donovan                                     | Dr. Angus Baldwin                     | Sezonul 1, Episodul 3                                   |
| 2006         | Trawlermen                                  | Narator                               |                                                         |
| 2006         | Midsomer Murders                            | Laurence Barker                       | Sezonul 9, Episodul 7: "Death in Chorus"                |
| 2006         | Aftersun                                    | Jim                                   | Television film                                         |
| 2006         | The Martians and Us                         | Narator                               |                                                         |
| 2006         | Haunted Hogmanay                            | Jeff Wylie                            | Voice                                                   |
| 2007         | Waking the Dead                             | Lucien Calvin                         | 2 episodes: "The Fall"                                  |
| 2007–08      | Skins                                       | Mark Jenkins                          | 4 episodes                                              |
| 2007         | Fallen Angel                                | Henry Appleton                        |                                                         |
| 2007         | Coming Up                                   | Joe                                   | Sezonul 5, Episodul 6: "Brussels"                       |
| 2008         | Doctor Who                                  | Lobus Caecilius                       | Sezonul 4, Episodul 2: "The Fires of Pompeii"           |
| 2008         | Midnight Man                                | Trevor                                |                                                         |
| 2008         | Glendogie Bogey                             | Jeff Wylie                            | Voice                                                   |
| 2008         | Cold Blood                                  | Narator                               | 6 episodes                                              |
| 2008         | The Man Who Cycled the World                | Narator                               | Documentar                                              |
| 2008         | The Devil's Whore                           | King Charles I                        |                                                         |
| 2008         | The Perfect TV Detective                    | Narator                               | Documentar                                              |
| 2009         | The Paul O'Grady Show                       | Guest                                 | 1 episode                                               |
| 2009         | This Morning                                | Guest                                 | 1 episode                                               |
| 2009         | Torchwood                                   | John Frobisher                        |                                                         |
| 2009         | The One Show                                | Rolul său                             | 1 episode                                               |
| 2009–10      | Getting On                                  | Dr. Peter Healey                      | 4 episodes; director of Sezonul 1 and 2                 |
| 2009         | A Portrait of Scotland                      | Presenter                             | Documentar; writer                                      |
| 2009         | The Late Late Show with Craig Ferguson      | Guest                                 | 1 episode                                               |
| 2010         | 10 Minute Tales                             | The Man                               | Sezonul 1, Episodul 9: "Syncing"                        |
| 2010         | Bloody Foreigners                           | Narator                               | Sezonul 1, Episodul 4: "The Untold Invasion of Britain" |
| 2010         | Accused                                     | Frank Ryland                          | Sezonul 1, Episodul 3: "Helen's Story"                  |
| 2010         | The Nativity                                | Balthazar                             |                                                         |
| 2011         | How to Command a Nuclear Submarine          | Narator                               |                                                         |
| 2011         | The Suspicions of Mr Whicher                | Samuel Kent                           | Television film                                         |
| 2011         | The Field of Blood                          | Dr. Pete                              |                                                         |
| 2011         | The Penguins of Madagascar                  | Uncle Nigel                           | Season 2, Episodul 49: "A Visit from Uncle Nigel"       |
| 2011         | Natural World                               | Narator                               | Sezonul 30, Episodul 4: "Komodo: Secrets of the Dragon" |
| 2011         | The Andrew Marr Show                        | Rolul său                             | 1 episode                                               |
| 2012         | The Cricklewood Greats                      | Rolul său (presenter)/Leslie Grangely | Spoof Documentar; co-writer and director                |
| 2012         | Punk Britannia                              | Narator                               |                                                         |
| 2012         | Excerpt of Black Drop                       | Narator                               | Scurtmetraj                                             |
| 2012         | The Hour                                    | Randall Brown                         |                                                         |
| 2013         | Sunday Brunch                               | Guest                                 | Sezonul 2, Episodul 4                                   |
| 2013         | Inside the Mind of Leonardo                 | Leonardo da Vinci                     | Documentar                                              |
| 2013         | Doctor Who Live: The Next Doctor            | Rolul său                             |                                                         |
| 2013         | Imagine                                     | Presenter                             | Sezonul 22, Episodul 6: "Who's Afraid of Machiavelli?"  |
| 2013–present | Doctor Who                                  | The Doctor                            | Sezonul 8–present                                       |
| 2014         | The Musketeers                              | Cardinal Richelieu                    |                                                         |
| 2014         | Unlock Art: Exploring the Surreal           | Presenter                             | Scurtmetraj                                             |
| 2014         | Shetland                                    | Weather reporter                      | Sezonul 2, Episodul 5: "Blue Lightning: Part 1"; voice  |
| 2014         | Doctor Who: The Ultimate Companion          | Himself/The Doctor                    | Documentar                                              |
| 2014         | Blue Peter                                  | Rolul său                             | Episode: "The 12th Doctor"                              |
| 2014         | Doctor Who: Earth Conquest – The World Tour | Rolul său                             | Documentar                                              |
| 2014–present | Doctor Who Extra                            | Himself/The Doctor                    |                                                         |
| 2014–15      | The Graham Norton Show                      | Guest                                 | 2 episodes                                              |
| 2015         | Conan                                       | Guest                                 | 1 episode                                               |
| 2015         | Larry King Now                              | Guest                                 | Sezonul 4, Episodul 28                                  |
| 2016         | Lorraine                                    | Guest                                 | 1 episode                                               |
| 2016         | Aliens: The Big Think                       | Narator                               | Documentar                                              |
| 2016         | Class                                       | The Doctor                            |                                                         |

### Teatru
| An      | Titlu                                           | Rol                | Note                   |
| ------- | ----------------------------------------------- | ------------------ | ---------------------- |
| 1974    | An Inspector Calls                              |                    | Fort Theatre           |
| 1983    | John, Paul, George, Ringo and Bert              | John Lennon        | Young Vic              |
| 1983    | Twelfth Night                                   | Fabian             | Young Vic              |
| 1983    | The Duenna                                      |                    | Young Vic              |
| 1984    | Blood Brothers                                  | Eddie              | UK tour                |
| 1984    | Dracula                                         | Jonathan Harker    | Half Moon Theatre      |
| 1985    | Songs for Stray Cats and Other Living Creatures | Graeme             | Paines Plough Theatre  |
| 1986    | All the Fun of the Fair                         |                    | Half Moon Theatre      |
| 1988    | The Tom and Sammy Jo Show                       | Tom                | Tron Theatre           |
| 1989    | Valued Friends                                  | Howard             | Hampstead Theatre      |
| 1989    | Treats                                          |                    | Hampstead Theatre      |
| 1993    | Murder Is Easy                                  | Luke Fitzwilliam   | Duke of York's Theatre |
| 1998    | The Judas Kiss                                  | Robbie Ross        | Almeida Theatre        |
| 1998    | The Judas Kiss                                  | Robbie Ross        | Playhouse Theatre      |
| 1998    | The Judas Kiss                                  | Robbie Ross        | Broadhurst Theatre     |
| 2001    | Feelgood                                        | Paul               | Garrick Theatre        |
| 2007    | Absurdia                                        | Various characters | Donmar Warehouse       |
| 2011–12 | The Ladykillers                                 | Professor Marcus   | Liverpool Playhouse    |
| 2011–12 | The Ladykillers                                 | Professor Marcus   | Gielgud Theatre        |

### Radio
| An      | Titlu                                            | Rol               | Note        |
| ------- | ------------------------------------------------ | ----------------- | ----------- |
| 1995    | If You're So Clever, Why Aren't You Rich         | David             | BBC Radio 4 |
| 1995    | Medical Detectives                               | Dr. Peter Allen   | BBC Radio 4 |
| 1996    | Emotion Pictures                                 | Wim Wenders       | BBC Radio 3 |
| 1998    | The Afternoon Play: The Road Back                | Gordon Cruikshank | BBC Radio 4 |
| 1998    | Christmas Panto                                  | Louise            | BBC Radio 4 |
| 2000    | Fantastic Tales                                  | Reader            | BBC Radio 4 |
| 2001–05 | Our Brave Boys                                   | Officer Grieves   | BBC Radio 4 |
| 2005–06 | Baggage                                          | Alistair          | BBC Radio 4 |
| 2005    | A Certain Age                                    | Andy              | BBC Radio 4 |
| 2007    | The Making of Modern Medicine                    | Reader            | BBC Radio 4 |
| 2007    | Sputnik                                          | Reader            | BBC Radio 4 |
| 2008    | Dr. No                                           | The Armourer      | BBC Radio 4 |
| 2008    | The Further Adventures of the First King of Mars | Reader            | BBC Radio 4 |
| 2009    | The Heart of Saturday Night                      | Reader            | BBC Radio 4 |
| 2009–10 | The News at Bedtime                              | Jim Tweedledee    | BBC Radio 4 |

### Jocuri video
| An   | Titlu                    | Rol        | Note          |
| ---- | ------------------------ | ---------- | ------------- |
| 2014 | The Doctor and the Dalek | The Doctor | [ 13 ]        |
| 2015 | Doctor Who Game Maker    | The Doctor | [ 14 ]        |
| 2015 | Lego Dimensions          | The Doctor | [ 15 ] [ 16 ] |